# Офіційний перелік регіонально рідкісних рослин Луганської області
Офіційний перелік регіонально рідкісних рослин Луганської області — список, що містить перелік видів рослин, які не занесені до Червоної книги України, але є рідкісними або такими, що перебувають під загрозою зникнення на території Луганської області.

## Історія
Регіональний список рідкісних рослин і тварин з'явився у Луганській області (тоді Ворошиловградській) першим не тільки в Україні, але й на теренах колишнього СРСР у 1978 році.
За часів Незалежності вперше такий список був затверджений рішенням Луганської обласної ради від 25 грудня 2001 р. № 20/21. 3 грудня 2009 року рішенням № 32/21 Луганської обласної ради було затверджено новий перелік видів рослин, не занесених до Червоної книги України, що підлягають особливій охороні на території Луганської області. До нього входять 5 видів лишайників, 6 видів водоростей і 184 види судинних рослин.

## Лишайники
| № п/п | Українська назва виду         | Латинська назва виду                               | Українська назва родини | Латинська назва родини |
| ----- | ----------------------------- | -------------------------------------------------- | ----------------------- | ---------------------- |
| 1     | Дерматокарпон матово-червоний | Dermatocarpon miniatum (L.) Mann.                  | Веррукарієві            | Verrucariaceae         |
| 2     | Колема скельна                | Collema flaccidum (Ach.) Ach.                      | Колемові                | Collemataceae          |
| 3     | Калоплака лопатева            | Caloplaca lobulata (Flörke) Hellbom                | Телосхістові            | Teloschistaceae        |
| 4     | Меланеліксія сріблястоносна   | Melanelixia subargentifera (Nyl.) O. Blanco et al. | Пармелієві              | Parmeliaceae           |
| 5     | Фісція тендітна               | Physcia tenella (Scop.) DC.                        | Фісцієві                | Physciaceae            |

## Водорості
| № п/п | Українська назва виду | Латинська назва виду                                   | Українська назва родини | Латинська назва родини |
| ----- | --------------------- | ------------------------------------------------------ | ----------------------- | ---------------------- |
| 1     | Клостеріум Еренберга  | Closterium ehrenbergii Menegh. var. podolicum Gutw.    | Клостерієві             | Closteriaceae          |
| 2     | Монорафідіум          | Monoraphidium komarkovae Nyg.                          |                         | Selenastraceae         |
| 3     | Толіпела              | Tolipella prolifera (A. Br.) Leonh.                    |                         | Nitelliaceae           |
| 4     | Трентеполія           | Trentepohlia umbrina Kutz.                             |                         | Trentepohliaceae       |
| 5     | Хараціум              | Characium sieboldii A.Br. var. simplex (Korsch.) Tzar. |                         | Characiaceae           |
| 6     | Шерфелія тверда       | Scherffelia dubia (ScherfT.) Pasch                     |                         | Chlorodendraceae       |

## Судинні
| № п/п | Українська назва виду             | Латинська назва виду                                   | Українська назва родини | Латинська назва родини |
| ----- | --------------------------------- | ------------------------------------------------------ | ----------------------- | ---------------------- |
| 1     | Агалик-трава гірська              | Jasione montana L.                                     | Дзвоникові              | Campanulaceae          |
| 2     | Аденофора лілієлиста              | Adenophora lilifolia (L.) Ledeb. ex A. DC.             | Дзвоникові              | Campanulaceae          |
| 3     | Анемона дібровна                  | Anemone nemorosa L.                                    | Жовтецеві               | Ranunculaceae          |
| 4     | Арум видовжений                   | Arum elongatum Steven                                  | Ароїдні                 | Araceae                |
| 5     | Аспленій волосовидний             | Asplenium trichomanes L.                               | Аспленієві              | Aspleniaceae           |
| 6     | Аспленій Гейфлера                 | Asplenium heufleri Reichardt                           | Аспленієві              | Aspleniaceae           |
| 7     | Аспленій муровий                  | Asplenium ruta-muraria L.                              | Аспленієві              | Aspleniaceae           |
| 8     | Аспленій північний                | Asplenium seplentrionale (L.) Hoffm.                   | Аспленієві              | Aspleniaceae           |
| 9     | Астрагал білостеблий              | Astragalus albicaulis DC.                              | Бобові                  | Fabaceae               |
| 10    | Астрагал блідий                   | Astragalus pallescens M.Bieb.                          | Бобові                  | Fabaceae               |
| 11    | Астрагал Геннінга                 | Astragalus henningii (Steven) Klokov                   | Бобові                  | Fabaceae               |
| 12    | Астрагал несправжньосолодколистий | Astragalus glycyphylloides DC.                         | Бобові                  | Fabaceae               |
| 13    | Астрагал новоасканійський         | Astragalus novoascanicus Klokov                        | Бобові                  | Fabaceae               |
| 14    | Астрагал Ольги                    | Astragalus olgianus Krytzka                            | Бобові                  | Fabaceae               |
| 15    | Астрагал пухнастоквітковий        | Astragalus pubiflorus DC.                              | Бобові                  | Fabaceae               |
| 16    | Астрагал сарептський              | Astragalus sareptanus A. Becker                        | Бобові                  | Fabaceae               |
| 17    | Астрагал яйцеплодий               | Astragalus testiculatus Pall.                          | Бобові                  | Fabaceae               |
| 18    | Багатоніжка звичайна              | Polypodium vulgare L.                                  | Багатоніжкові           | Polypodiaceae          |
| 19    | Безщитник жіночий                 | Athyrium filix-femina (L.) Roth                        | Безщитникові            | Athyriaceae            |
| 20    | Бобівник трилистий                | Menyanthes trifoliata L.                               | Бобівникові             | Menyanthaceae          |
| 21    | Блошниця болотна                  | Pulicaria uliginosa Steven                             | Айстрові                | Asteraceae             |
| 22    | Бурачок ленський                  | Alyssum lenense Adams                                  | Хрестоцвіті             | Brassicaceae           |
| 23    | Валеріана лікарська               | Valeriana officinalis L.                               | Валеріанові             | Valerianaceae          |
| 24    | Вероніка лікарська                | Veronica officinalis L.                                | Ранникові               | Scrophulariaceae       |
| 25    | Вітряниця лісова                  | Anemone sylvestris L.                                  | Жовтецеві               | Ranunculaceae          |
| 26    | Віхалка гілляста                  | Anthericum ramosum L.                                  | Асфоделінові            | Asphodelaceae          |
| 27    | Водяний різак алоевидний          | Stratiotes aloides L.                                  | Жабурникові             | Hydrocharitaceae       |
| 28    | Водяний хрін                      | Rorippa nasturtium-aquaticum (L.) Hayek                | Хрестоцвіті             | Brassicaceae           |
| 29    | Волошка донська                   | Centaurea tanaitica Klokov                             | Айстрові                | Asteraceae             |
| 30    | Волошка руська                    | Centaurea ruthenica Lam.                               | Айстрові                | Asteraceae             |
| 31    | Вольфія безкоренева               | Wolffia arrhiza (L.) Horkel ex Wimmer                  | Ряскові                 | Lemnaceae              |
| 32    | Вороняче око звичайне             | Paris quadrifolia L.                                   | Лілійні                 | Liliaceae              |
| 33    | Вужачка звичайна                  | Ophioglossum vulgatum L.                               | Вужачкові               | Ophioglossaceae        |
| 34    | Гадюча цибулька занедбана         | Muscari neglectum Guss. ex Ten.                        | Гіацинтові              | Hyacinthaceae          |
| 35    | Гаплофіл запашний                 | Haplophyllum suaveolens (DC.) G.Donf.                  | Рутові                  | Rutaceae               |
| 36    | Гвоздика видовжена                | Dianthus elongatus C.A.Mey.                            | Гвоздичні               | Caryophyllaceae        |
| 37    | Гвоздика Ївги                     | Dianthus eugeniae Kleopow                              | Гвоздичні               | Caryophyllaceae        |
| 38    | Гвоздика розчепірена              | Dianthus squarrosus M. Bieb.                           | Гвоздичні               | Caryophyllaceae        |
| 39    | Гвоздика стиснуточашечна          | Dianthus stenocalyx Juz.                               | Гвоздичні               | Caryophyllaceae        |
| 40    | Геліотроп запашний                | Heliotropium suaveolens M. Bieb.                       | Геліотропові            | Heliotropaceae         |
| 41    | Гіацинтик блідий                  | Hyacinthella leucophaea (K. Koch) Schur                | Гіацинтові              | Hyacinthaceae          |
| 42    | Гіацинтик Палласів                | Hyacinthella pallasiana (Steven) Losinsk.              | Гіацинтові              | Hyacinthaceae          |
| 43    | Гірча тминолиста                  | Selinum carvifolia (L.) L.                             | Зонтичні                | Apiaceae               |
| 44    | Глечики жовті                     | Nuphar lutea (L.) Smith                                | Лататтєві               | Nymphaeaceae           |
| 45    | Глід Клокова                      | Crataegus klokovii Ivaschin                            | Розові                  | Rosaceae               |
| 46    | Глід сумнівний                    | Crataegus ambigua C.A. ey. ex A.Becker                 | Розові                  | Rosaceae               |
| 47    | Глід український                  | Crataegus ucrainica Pojark.                            | Розові                  | Rosaceae               |
| 48    | Горицвіт весняний                 | Adonis vernalis L.                                     | Жовтецеві               | Ranunculaceae          |
| 49    | Гравілат річковий                 | Geum rivale L.                                         | Розові                  | Rosaceae               |
| 50    | Грушанка зеленоцвіта              | Pyrola chlorantha Sw.                                  | Грушанкові              | Pyrolaceae             |
| 51    | Дзвоники великоколосі             | Campanula macrostachya Waldst. & Kit ex Willd          | Дзвоникові              | Campanulaceae          |
| 52    | Дзвоники кропиволисті             | Campanula trachelium L.                                | Дзвоникові              | Campanulaceae          |
| 53    | Дзвоники персиколисті             | Campanula persicifolia L.                              | Дзвоникові              | Campanulaceae          |
| 54    | Дрік донецький                    | Genista donetzica Kotov                                | Бобові                  | Fabaceae               |
| 55    | Дріоптерис чоловічий              | Dryopteris filix-mas (L.) Schott                       | Щитникові               | Aspidiaceae            |
| 56    | Дріоптерис шартрський             | Dryopteris carthusiana (Vill.) H.P.Fuchs               | Щитникові               | Aspidiaceae            |
| 57    | Дудник лісовий                    | Angelica sylvestris L.                                 | Зонтичні                | Apiaceae               |
| 58    | Дягель лікарський                 | Archangelica officinalis Hoffm.                        | Зонтичні                | Apiaceae               |
| 59    | Еріозинафа довголиста             | Eriosynaphe longifolia (Fisch. ex Spreng.) DC.         | Зонтичні                | Apiaceae               |
| 60    | Жабриця смовдевидна               | Seseli peucedanoides (M.Bieb.)Koso-Pol.                | Зонтичні                | Apiaceae               |
| 61    | Жовтець золотистий                | Ranunculus auricomus L.                                | Жовтецеві               | Ranunculaceae          |
| 62    | Жовтець язиколистий               | Ranunculus lingua L.                                   | Жовтецеві               | Ranunculaceae          |
| 63    | Жовтозілля дніпровське            | Senecio borysthenicus (DC.) Andrz. ex Czern.           | Айстрові                | Asteraceae             |
| 64    | Жовтушник крейдяний               | Erysimum cretaceum (Rupr.) Schmalh.                    | Хрестоцвіті             | Brassicaceae           |
| 65    | Жовтушник кринкський              | Erysimum krynkense Lavrenko                            | Хрестоцвіті             | Brassicaceae           |
| 66    | Жовтушник український             | Erysimum ucranicum J. Gay                              | Хрестоцвіті             | Brassicaceae           |
| 67    | Жовтяниця звичайна                | Chrysosplenium alternifolium L.                        | Ломикаменеві            | Saxifragaceae          |
| 68    | Звіробій чотирикрилий             | Hypericum tetrapterum Fr.                              | Звіробійні              | Hypericaceae           |
| 69    | Зиновать дніпровська              | Chamaecytisus borysthenicus (Grun.) Klásková           | Бобові                  | Fabaceae               |
| 70    | Катран татарський                 | Crambe tataria Sebeök                                  | Хрестоцвіті             | Brassicaceae           |
| 71    | Катран шорсткий                   | Crambe aspera M.Bieb.                                  | Хрестоцвіті             | Brassicaceae           |
| 72    | Кизляк болотний                   | Naumburgia thyrsiflora (L.) Rchb.                      | Первоцвіті              | Primulaceae            |
| 73    | Китятки крейдяні                  | Polygala cretacea Kotov                                | Китяткові               | Polygalaceae           |
| 74    | Клаузія степова                   | Clausia aprica (Stephan) Korn.-Trotzky                 | Хрестоцвіті             | Brassicaceae           |
| 75    | Козельці донецькі                 | Tragopogon donetzicus Artemcz.                         | Айстрові                | Asteraceae             |
| 76    | Козельці донські                  | Tragopogon tanaiticus Artemcz.                         | Айстрові                | Asteraceae             |
| 77    | Колосняк китицевидний             | Leymus racemosus (Lam.) Tzvelev                        | Злакові                 | Poaceae                |
| 78    | Конюшина кавказька                | Trifolium caucasicum Tausch                            | Бобові                  | Fabaceae               |
| 79    | Копитняк європейський             | Asarum europaeum L.                                    | Хвилівникові            | Aristolochiaceae       |
| 80    | Королиця звичайна                 | Leucanthemum vulgare Lam.                              | Айстрові                | Asteraceae             |
| 81    | Костяниця звичайна                | Rubus saxatilis L.                                     | Розові                  | Rosaceae               |
| 82    | Котячі лапки дводомні             | Antennaria dioica (L.) P.Gaertn.                       | Айстрові                | Asteraceae             |
| 83    | Крашенинниковія білолозникова     | Krascheninnikovia ceratoides (L.) Gueldenst.           | Лободові                | Chenopodiaceae         |
| 84    | Лазурник трилопатевий             | Laser trilobum (L.) Borkh.                             | Зонтичні                | Apiaceae               |
| 85    | Ластовень донецький               | Vincetoxicum donetzicum Ostapko                        | Ластівневі              | Asclepiadaceae         |
| 86    | Ластовень проміжний               | Vincetoxicum intermedium Taliev                        | Ластівневі              | Asclepiadaceae         |
| 87    | Ластовень руський                 | Vincetoxicum rossicum (Kleopov) Barbar.                | Ластівневі              | Asclepiadaceae         |
| 88    | Латаття біле                      | Nymphaea alba L.                                       | Лататтєві               | Nymphaeaceae           |
| 89    | Левкой запашний                   | Matthiola fragrans Bunge                               | Хрестоцвіті             | Brassicaceae           |
| 90    | Льон Черняєва                     | Linum czerniaevii Klokov                               | Льонові                 | Linaceae               |
| 91    | Льонок довгошпорковий             | Linaria macroura (M.Bieb.) M.Bieb.                     | Ранникові               | Scrophulariaceae       |
| 92    | Лядвенець Ольги                   | Lotus olgae Klokov                                     | Бобові                  | Fabaceae               |
| 93    | Маточник болотний                 | Ostericum palustre (Besser) Besser                     | Зонтичні                | Apiaceae               |
| 94    | Медунка темна                     | Pulmonaria obscura Dumort.                             | Шорстколисті            | Boraginaceae           |
| 95    | Міддендорфія дніпровська          | Middendorfia borysthenica (M.Bieb. ex Schrank) Trautv. | Плакунові               | Lythraceae             |
| 96    | Молодило руське                   | Sempervivum ruthenicum Schnittsp. & C.B.Lehm.          | Товстолисті             | Crassulaceae           |
| 97    | Молочай донський                  | Euphorbia tanaitica Pacz.                              | Молочайні               | Euphorbiaceae          |
| 98    | Молочай крейдолюбний              | Euphorbia cretophila Klokov                            | Молочайні               | Euphorbiaceae          |
| 99    | Монотропа під'ялинникова          | Monotropa hypopitis L.                                 | Монотропові             | Monotropaceae          |
| 100   | Незабудка борова                  | Myosotis pineticola Klokov & Des. — Shost.             | Шорстколисті            | Boraginaceae           |
| 101   | Незабудка Попова                  | Myosotis popovii Dobrocz.                              | Шорстколисті            | Boraginaceae           |
| 102   | Орляк звичайний                   | Pteridium aquilinum (L.) Kuhn                          | Гіполепісові            | Hypolepidaceae         |
| 103   | Ортилія однобока                  | Orthilia secunda (L.) House                            | Грушанкові              | Pyrolaceae             |
| 104   | Осока волосиста                   | Carex pilosa Scop.                                     | Осокові                 | Cyperaceae             |
| 105   | Осока дворядна                    | Carex disticha Huds.                                   | Осокові                 | Cyperaceae             |
| 106   | Осока дерниста                    | Carex cespitosa L.                                     | Осокові                 | Cyperaceae             |
| 107   | Осока низька                      | Carex humilis Leys                                     | Осокові                 | Cyperaceae             |
| 108   | Очанка пряма                      | Euphrasia stricta D.Wolff. ex J.F.Lehm.                | Ранникові               | Scrophulariaceae       |
| 109   | Переліска багаторічна             | Mercurialis perennis L.                                | Молочайні               | Euphorbiaceae          |
| 110   | Перестріч гайовий                 | Melampyrum nemorosum L.                                | Ранникові               | Scrophulariaceae       |
| 111   | Перестріч зеленоколосий           | Melampyrum chlorostachyum Beauverd.                    | Ранникові               | Scrophulariaceae       |
| 112   | Перестріч лучний                  | Melampyrum pratense L.                                 | Ранникові               | Scrophulariaceae       |
| 113   | Перстач болотний                  | Potentilla palustris (L.) Scop.                        | Розові                  | Rosaceae               |
| 114   | Перстач довгоквітконіжковий       | Potentilla longipes Ledeb.                             | Розові                  | Rosaceae               |
| 115   | Перстач прямостоячий (калган)     | Potentilla erecta (L.) Raeusch.                        | Розові                  | Rosaceae               |
| 116   | Півники вилчасті                  | Iris furcata Bieb.                                     | Півникові               | Iridaceae              |
| 117   | Півники солелюбні                 | Iris halophila Pall.                                   | Півникові               | Iridaceae              |
| 118   | Плавушник болотний                | Hottonia palustris L.                                  | Первоцвіті              | Primulaceae            |
| 119   | Подорожник Корнута                | Plantago cornuti Gouan                                 | Подорожникові           | Plantaginaceae         |
| 120   | Полин повислий                    | Artemisia nutans Willd.                                | Айстрові                | Asteraceae             |
| 121   | Полин солянковидний               | Artemisia salsoloides Willd.                           | Айстрові                | Asteraceae             |
| 122   | Пупочник завитий                  | Omphalodes scorpioides (Haenke) Schrank                | Шорстколисті            | Boraginaceae           |
| 123   | Радіола льоновидна                | Radiola linoides Roth                                  | Льонові                 | Linaceae               |
| 124   | Рапонтикум серпієвидний           | Rhaponticum serratuloides (Georgi) Bobrov              | Айстрові                | Asteraceae             |
| 125   | Рдесник альпійський               | Potamogeton alpinus Balb.                              | Рдесникові              | Potamogetonaceae       |
| 126   | Рдесник сарматський               | Potamogeton sarmaticus Maemets                         | Рдесникові              | Potamogetonaceae       |
| 127   | Рогачка крейдяна                  | Erucastrum cretaceum Kotov                             | Хрестоцвіті             | Brassicaceae           |
| 128   | Роговик київський                 | Cerastium kioviense Klokov                             | Гвоздичні               | Caryophyllaceae        |
| 129   | Роговик несправжньоболгарський    | Cerastium pseudobulgaricum Klokov                      | Гвоздичні               | Caryophyllaceae        |
| 130   | Роговик чорнуватий                | Cerastium atrisculum Klokov                            | Гвоздичні               | Caryophyllaceae        |
| 131   | Рожа Гельдрайха                   | Alcea heldreichii (Boiss.) Boiss.                      | Мальвові                | Malvaceae              |
| 132   | Розхідник шорсткий                | Glechoma hirsuta Waldst. & Kit.                        | Губоцвіті               | Lamiaceae              |
| 133   | Росичка круглолиста               | Drosera rotundifolia L.                                | Росичкові               | Droseraceae            |
| 134   | Руслиця кільчаста                 | Elatine alsinastrum L.                                 | Ряслицеві               | Elatinaceae            |
| 135   | Ряст Маршалів                     | Corydalis marcshalliana Pers.                          | Руткові                 | Fumariaceae            |
| 136   | Самосил часниковий                | Teucrium scordium L.                                   | Губоцвіті               | Lamiaceae              |
| 137   | Синяк руський                     | Echium russicum J.F.Gmel.                              | Шорстколисті            | Boraginaceae           |
| 138   | Сиренія Талієва                   | Syrenia talijevii Klokov                               | Хрестоцвіті             | Brassicaceae           |
| 139   | Ситовник жовтуватий               | Pycreus flavescens (L.) P.Beauv. ex Rchb.              | Осокові                 | Cyperaceae             |
| 140   | Ситничок паннонський              | Juncellus pannonicus (Jacq.) Clarke                    | Осокові                 | Cyperaceae             |
| 141   | Смикавець Мікелі                  | Cyperus michelianus (L.) Link                          | Осокові                 | Cyperaceae             |
| 142   | Сон лучний                        | Pulsatilla pratensis (L.) Mill.                        | Жовтецеві               | Ranunculaceae          |
| 143   | Сон пониклий                      | Pulsatilla patens (L.) Mill.                           | Жовтецеві               | Ranunculaceae          |
| 144   | Стожильник сумнівний              | Cnidium dubium (Schkuhr) Thell.                        | Зонтичні                | Apiaceae               |
| 145   | Страусове перо звичайне           | Matteuccia struthiopteris (L.) Tod.                    | Оноклеєві               | Onocleaceae            |
| 146   | Суниці мускусні                   | Fragaria moschata (Duchesne) Weston                    | Розові                  | Rosaceae               |
| 147   | Суховершки великоквіткові         | Prunella grandiflora (L.) Scholl.                      | Губоцвіті               | Lamiaceae              |
| 148   | Таволга Литвинова                 | Spiraea litvinovii Dobrocz.                            | Розові                  | Rosaceae               |
| 149   | Теліптерис болотний               | Thelypteris palustris Schott                           | Теліптерисові           | Thelypteridaceae       |
| 150   | Тирлич звичайний                  | Gentiana pneumonanthe L.                               | Тирличеві               | Gentianaceae           |
| 151   | Тирлич хрещатий (лихоманник)      | Gentiana cruciata L.                                   | Тирличеві               | Gentianaceae           |
| 152   | Тирличничок язичковий             | Gentianella lingulata (Agardh) Pritchard               | Тирличеві               | Gentianaceae           |
| 153   | Тонконіг червононогий             | Poa erythropoda Klokov                                 | Злакові                 | Poaceae                |
| 154   | Ториліс український               | Torilis ucrainica Spreng.                              | Зонтичні                | Apiaceae               |
| 155   | Ушанка азовська                   | Otites maeotica Klokov                                 | Гвоздичні               | Caryophyllaceae        |
| 156   | Ушанка Гельмана                   | Otites hellmannii (Claus) Klokov                       | Гвоздичні               | Caryophyllaceae        |
| 157   | Ушанка донецька                   | Otites donetzicus (Klokov) Klokov                      | Гвоздичні               | Caryophyllaceae        |
| 158   | Ферула каспійська                 | Ferula caspica M.Bieb.                                 | Зонтичні                | Apiaceae               |
| 159   | Ферула татарська                  | Ferula tatarica Fisch. ex Spreng.                      | Зонтичні                | Apiaceae               |
| 160   | Фіалка болотна                    | Viola palustris L.                                     | Фіалкові                | Violaceae              |
| 161   | Фіалка крейдяна                   | Viola cretacea Klokov                                  | Фіалкові                | Violaceae              |
| 162   | Фіалка Лавренка                   | Viola lavrenkoana Klokov                               | Фіалкові                | Violaceae              |
| 163   | Фізаліс звичайний                 | Physalis alkekengi L.                                  | Пасльонові              | Solanaceae             |
| 164   | Хвощ великий                      | Equisetum telmateia Ehrh.                              | Хвощові                 | Equisetaceae           |
| 165   | Хвощ зимовий                      | Equisetum hyemale L.                                   | Хвощові                 | Equisetaceae           |
| 166   | Хвощ лісовий                      | Equisetum sylvaticum L.                                | Хвощові                 | Equisetaceae           |
| 167   | Хвощ річковий                     | Equisetum fluviatile L.                                | Хвощові                 | Equisetaceae           |
| 168   | Хеноринум Клокова                 | Chaenorrhinum klokovii Kotov                           | Ранникові               | Scrophulariaceae       |
| 169   | Холодок багатолистий              | Asparagus polyphyllus L.                               | Холодкові               | Asparagaceae           |
| 170   | Цирцея звичайна                   | Circaea lutetiana L.                                   | Онагрові                | Onagraceae             |
| 171   | Цистоптерис ламкий                | Cystopteris fragilis (L.) Bernh.                       | Пухирникові             | Athyriaceae            |
| 172   | Чебрець вапняковий                | Thymus calcareus Klokov & Des. — Shost.                | Губоцвіті               | Lamiaceae              |
| 173   | Чебрець ложнопанонський           | Thymus pseudopannonicus Klokov                         | Губоцвіті               | Lamiaceae              |
| 174   | Чихавка верболиста                | Ptarmica salicifolia (Besser) Serg.                    | Айстрові                | Asteraceae             |
| 175   | Шипшина горінківська              | Rosa gorinkensis Bess.                                 | Розові                  | Rosaceae               |
| 176   | Шипшина подвійнозубчаста          | Rosa diplodonta Dubovik                                | Розові                  | Rosaceae               |
| 177   | Шоломниця сумнівна                | Scutellaria dubia Taliev & Sirj.                       | Губоцвіті               | Lamiaceae              |
| 178   | Щавель клубненосний               | Rumex tuberosus L. subsp. turcomanicus Rech. f.        | Гречкові                | Polygonaceae           |
| 179   | Щебрик звичайний                  | Peplis portula L.                                      | Плакунові               | Lythraceae             |
| 180   | Щебрик черголистий                | Peplis alternifolia Bieb.                              | Плакунові               | Lythraceae             |
| 181   | Щебручка круглолиста              | Acinos rotundifolius Pers.                             | Губоцвіті               | Lamiaceae              |
| 182   | Юринея волошковидна               | Jurinea cyanoides (L.) Rchb.                           | Айстрові                | Asteraceae             |
| 183   | Юринея донська                    | Jurinea tanaitica Klokov                               | Айстрові                | Asteraceae             |
| 184   | Юринея Талієва                    | Jurinea talievii Klokov                                | Айстрові                | Asteraceae             |